# Превентивне харчування
Превентивне харчування — харчування, яке скориговане з врахуванням акторів ризику виникнення неінфекційних захворювань, тобто враховує корекцію згідно із ризиком виникнення захворювань багатофакторної дії окремої людини.
До таких захворювань, зокрема належать: атеросклероз, гіпертонія, цукровий діабет, ішемічна хвороба серця, патологія органів травлення.
Приклади сучасних концепцій, що розглядаються на кафедрах медичних університетів: «Превентивне харчування як складова первинної профілактики цукрового діабету», «Корекція харчування як один з аспектів профілактики атеросклерозу».